# Polyporus lateralis
Polyporus lateralis är en svampart som beskrevs av Pers. 1827. Polyporus lateralis ingår i släktet Polyporus och familjen Polyporaceae.   Inga underarter finns listade i Catalogue of Life.